# Greg Griffin
Greg Griffin (nacido el 6 de septiembre de 1952 en Cleveland, Ohio) es un exjugador de baloncesto estadounidense que jugó una temporada en la NBA. Con 2,01 metros de estatura, jugaba en la posición de alero. 

## Trayectoria deportiva

### Universidad
Tras pasar dos años en el Pasadena Junior College, jugó durante dos temporadas con los Bengals de la Universidad Estatal de Idaho, en las que promedió 14,3 puntos y 9,8 rebotes por partido. En 1976 fue incluido en el mejor quinteto de la Big Sky Conference, y al año siguiente en el segundo.

### Profesional
Fue elegido en la septuagésimo primera posición del Draft de la NBA de 1977 por Phoenix Suns, con los que disputó 36 partidos en los que promedió 4,0 puntos y 2,9 rebotes.

## Estadísticas de su carrera en la NBA

### Temporada regular
| Temporada | Edad | Equipo       | Liga | P  | TIT | MIN  | TC  | TCA | %TC  | 3P | 3PA | %3P | TL  | TLA | %TL  | R.OF. | R.DEF. | REB | ASIS | ROB | TAP | PER | FP  | PTS |
| 1977-78   | 25   | Phoenix Suns | NBA  | 36 |     | 11.7 | 1.7 | 4.7 | .361 |    |     |     | 0.6 | 1.0 | .639 | 1.2   | 1.6    | 2.9 | 0.7  | 0.4 | 0.0 | 1.1 | 1.6 | 4.0 |
| Total     |      |              | NBA  | 36 |     | 11.7 | 1.7 | 4.7 | .361 |    |     |     | 0.6 | 1.0 | .639 | 1.2   | 1.6    | 2.9 | 0.7  | 0.4 | 0.0 | 1.1 | 1.6 | 4.0 |

### Playoffs
| Temporada | Edad | Equipo       | Liga | P | TIT | MIN  | TC  | TCA | %TC  | 3P | 3PA | %3P | TL  | TLA | %TL | R.OF. | R.DEF. | REB | ASIS | ROB | TAP | PER | FP  | PTS |
| 1977-78   | 25   | Phoenix Suns | NBA  | 2 |     | 12.5 | 1.5 | 3.5 | .429 |    |     |     | 0.0 | 0.0 |     | 1.0   | 1.0    | 2.0 | 1.5  | 0.5 | 0.5 | 1.0 | 2.5 | 3.0 |
| Total     |      |              | NBA  | 2 |     | 12.5 | 1.5 | 3.5 | .429 |    |     |     | 0.0 | 0.0 |     | 1.0   | 1.0    | 2.0 | 1.5  | 0.5 | 0.5 | 1.0 | 2.5 | 3.0 |